# Stadio 5 gennaio-Fatih Terim
Lo stadio 5 gennaio-Fatih Terim (in turco 5 Ocak Fatih Terim Stadyumu) è un impianto sportivo situato ad Adana, in Turchia. È lo stadio di casa  dell'Adanaspor.
L'impianto ha una capienza di 14 085 posti a sedere ed è omologato per la Süper Lig e per l'Europa League. Il campo da gioco è in erba naturale e misura 65 x 105 m. Il 25 gennaio 2014 è stato intitolato a Fatih Terim.
Lo stadio è anche utilizzato per ospitare concerti, feste, commemorazioni nazionali ed occasionalmente qui vengono disputati incontri della nazionale turca di calcio.

## Caratteristiche
- Copertura: parziale (presente solo in tribuna)
- posti a sedere: 14 085
- Tribuna VIP : ?
- Tribuna stampa: ?
- Capacita totale: 14 085
- Parcheggio auto: ?
- Parcheggio autobus: ?